# Secretos de las indomables
Secretos de las indomables es un programa de telerrealidad mexicana creada por Rubén Consuegra y River Waves Productions para Canela.TV. La serie está inspirada en Secretos de villanas.

## Producción
Luego del éxito que obtuvo Canela TV con Secretos de villanas, convirtiéndose en la serie más vista de la plataforma, se ordenó un spin-off para el segundo semestre de 2023.
La serie se anunció por primera vez en enero de 2023 con el nombre de "Secretos de protagonistas ". En mayo se reveló la lista de miembros del elenco, esta vez con el nombre de la serie.
Sigue a seis mujeres reconocidas de la industria televisiva durante un viaje a Tulúm, México . Los miembros del elenco de la primera temporada incluyeron a la cantante mexicana Yuri, las reconocidas Miss Universo Alicia Machado y Zuleyka Rivera, la personalidad televisiva Amara La Negra, Ninel Conde y Patricia Manterola.

## Elenco
- Alicia Machado
- Amara La Negra
- Ninel Conde
- Patricia Manterola
- Yuri
- Zuleyka Rivera

### Recurrentes
- Leandro "Leo" Galdame

## Episodios
| N.º | Título                          | Fecha de lanzamiento original |
| --- | ------------------------------- | ----------------------------- |
| 1   | «Va a estallar la guerra»       | 17 de agosto de 2023          |
| 2   | «¡Va a fluir la sangre!»        | 24 de agosto de 2023          |
| 3   | «El dolor de una madre»         | 31 de agosto de 2023          |
| 4   | «¿Amigas o enemigas?»           | 7 de septiembre de 2023       |
| 5   | «Me voy de este infierno»       | 14 de septiembre de 2023      |
| 6   | «La carne es débil»             | 21 de septiembre de 2023      |
| 7   | «¡Que se lo coman!»             | 28 de septiembre de 2023      |
| 8   | «Con cuidadito, Leo»            | 5 de octubre de 2023          |
| 9   | «¿Cómo va a acabar esta vaina?» | 12 de octubre de 2023         |
| 10  | «Hermanas para siempre»         | 19 de octubre de 2023         |

## Lanzamiento
Secretos de las indomables se estrenó el 17 de agosto de 2023 por Canela TV y se estrena semanalmente los jueves. Para la primera temporada se encargaron 10 episodios.

## enlaces externos
- Datos: Q122823227